# The Laughing Salesman
The Laughing Salesman bzw. Warau Salesman (japanisch: 笑うせぇるすまん, Hepburn: Warau seerusuman) ist eine japanische Mangareihe von dem Mangaka-Duo Fujiko Fujio, die zweimal als Anime-Serie, sowie als weitere Werke adoptiert wurde.

## Handlung
Die Reihe ist episodisch aufgebaut, jedes Kapitel bzw. Folge handelt also von einer anderen Person, zeigt aber immer Moguro Fukuzou (The Laughing Salesman) als Hauptfigur und verfolgt folgendes Muster:
Am Anfang eines Kapitels bzw. einer Folge wird eine Person vorgestellt, die Schwierigkeiten mit ihrem Leben hat, unzufrieden ist und sich meist in einer Midlife-Crisis befindet und deswegen verzweifelt nach einem Ausweg sucht. Plötzlich lauert der Person die Hauptfigur der Serie Moguro Fukuzou auf und bietet ihr seine Hilfe an. Dabei stellt er sich der Person als Geschäftsmann bzw. Verkäufer vor, weswegen er der Leserschaft bzw. dem Publikum auch als Laughing Salesman bekannt ist. Wohingegen er anfangs noch als bedrohlich und mysteriös von der Person empfunden wird, entwickelt er immer mehr Vertrauen zu der Person, die bis hin zu einer freundschaftlichen Beziehung geht.
Er bietet der Person im Verlauf der Handlung an einen Wunsch zu erfüllen, setzt dafür aber einer Bedingung, die nicht gebrochen werden darf. Die Person nimmt diesen Wunsch letztendlich an, da sie sich davon ein besseres Leben erhofft, schafft es aber nicht vor lauter Aufregung, Gier und Selbstsucht die Bedingung einzuhalten oder verrät ihn und wird deswegen am Ende der Folge von Moguro bestraft und danach von ihm zurückgelassen. Am Ende ist meist das Leben der Person ruiniert und Moguro gibt die Moral der Geschichte wieder und lacht anschließend.
Die Namen der Kunden von Moguro sind oft Wortspiele über ihre Situation oder Zwangslage oder beziehen sich auf Aspekte der japanischen Kultur oder Geschichte.

## Entstehung und Veröffentlichung

### Manga
The Laughing Salesman wurde von dem Mangaka-Dou Fujiko Fujio, welches bereits für die Japan sehr beliebte Doraemon-Mangareihe bekannt war, erschaffen. Motoo Abiko, der im Gegensatz zu Hiroshi Fujimoto eher für junge Erwachsene mit düsteren Themen (Seinen) schrieb, veröffentlichte den Manga erstmals 1968 im Big-Comic-Magazin vom Shogakukan-Verlag als One-Shot unter dem Namen The Black Salesman. Der Manga wurde jedoch für den Verlag als zu unpassend angesehen und wurde deswegen von 1969 bis 1971 in dem Manga-Magazin Manga Sunday von dem Jitsugyo-no-Nihon-Sha-Verlag als regelmäßige Reihe fortgesetzt. Ein bilingualer (japanisch und englisch) Band wurde als The Salesman Returns veröffentlicht.

### Anime
Eine erste Anime-Adaption des Mangas wurde von dem Animationsstudio Shin-Ei Animation produziert und im Rahmen der Gimme a Break-Varieté-Fernsehshow 1989 erstmals vorgestellt und vom 10. Oktober 1989 bis zum 29. September 1992 erstmals auf TBS ausgestrahlt. Später wurden ebenfalls zweistündige Fernseh-Specials produziert, die zwischen dem 26. Dezember 1992 bis zu dem 28. Dezember 1993 ausgestrahlt wurden. Insgesamt wurden 112 Folgen in 3 Staffeln mit einer Durchschnittslänge von 10 Minuten veröffentlicht. Eine DVD-Veröffentlichung der Serie von Pony Canyon startete am 20. März 2013. Der Anime wurde dabei ebenfalls digital überarbeitet und auf verschiedenen Video-on-Demand-Streaming-Diensten in Japan veröffentlicht.
Regie führte Toshirō Kuni und das Drehbuch wurde von Yasuo Tanami geschrieben, während Kōhei Tanaka die Musik komponierte. Die künstlerische Leitung lag bei Takashi Miyano. Das Eröffnungslied trägt den Titel Kodoku no Uta (孤独 の 唄, lit. Song of Loneliness), während das Ending den Titel Kokoro no Uta (コ コ ロ の, lit. Song of the Heart) trägt. Beide stammen von Tomio Umezawa. Sprecher von Moguru ist Tōru Ōhira.
Eine zweite Anime-Adaption wurde zwischen dem 3. April 2017 und 19. Juni 2017 erstmals auf Tokyo MX unter dem Namen Warau Salesman New ausgestrahlt und umfasst 12 Doppelfolgen. Sie wurde ebenfalls von Shin-Ei Animation produziert. Regie führte Hirofumi Ogura und die Drehbücher schrieben Asami Ishikawa, Midori Natsu und Naohiro Fukushima. Das Charakterdesign entwarf Fujio Suzuki und die künstlerische Leitung lag bei Minoru Nishida. Eine Version mit deutschen und englischen Untertiteln wurde auf Crunchyroll veröffentlicht. Sprecher von Moguro ist Tesshō Genda. Während der alte Anime handgezeichnet war, setzt der neue Anime auf Computer Generated Imagery (CGI).

### Synchronsprecher
| Rolle           | Japanische Stimme (1989) (Seiyū) | Japanische Stimmen (2017) |
| --------------- | -------------------------------- | ------------------------- |
| Fukuzou Moguro  | Tooru Oohira                     | Tessyo Genda              |
| Takushi Ooi     | Tarou Arakawa                    |                           |
| Keiichi Karao   | Kouzou Shioya                    |                           |
| Nozomi Shizuoka |                                  | Minami Takayama           |
| Nishiki Isobe   |                                  | Minami Tanaka             |

### Weitere Adaptionen
1991 veröffentlichte der japanische Computerspielentwickler Compile ein Computerspiel zu der Serie für die den Heimcomputer MSX 2. Ein Visual Novel, der ebenfalls von Compile entwickelt wurde, wurde am 17. September 1993 für die Spielkonsole Sega-CD veröffentlicht und adaptierte 3 Episoden des Anime. Eine Live-Action-Serie wurde zwischen dem 26. Juni und dem 18. September 1999 auf TV Asahi erstmals ausgestrahlt. Ebenfalls wurden seit der Jahrtausendwende 4 Pachinko-Spielautomatenreihen mit dem Laughing Salesman-Motiv vermarktet. Eine Theater-Adaption mit dem Titel The Laughing Salesman: The Stage war zwischen April bis Mai 2020 für Aufführungen in Tokyo und der Präfektur Hyōgo geplant, wurde aber aufgrund der COVID-19-Pandemie abgesagt.

## Rezeption
Bis Juni 1999 hatte sich der Manga über 3,5 Millionen Mal in Japan verkauft. Der ursprüngliche Anime war in Japan aufgrund des schwarzen Humors sehr beliebt. Der neue Anime hingegen zählte zu den umsatzschwächsten Serien des Jahres. Das Motiv des Tausches der Seele für einen Wunsch, welcher unter Versuchung hervorgerufen wird, ist mit einem Teufelspakt vergleichbar, weswegen Moguro eine ähnliche dämonische Rolle wie Mephistopheles in Faust einnimmt. Allerdings fehlt es nach Crunchyroll hierbei an moralischer Tiefe und Immersivität wie bei dem ähnlichen Werk Hell Girl und es wird stattdessen vermehrt Wert auf Humor und Drama gelegt. Auf MyAnimeList wurde der alte Anime von den Nutzern mit einer Gesamtwertung von 6,68 von 10 Punkten und der neue Anime mit 6,28 von 10 Punkten bewertet. Moguro’s berühmtes „Dōn!“ gewann den Anime Buzzword-Contest 2017.